# Thallumetus pusillus
Thallumetus pusillus är en spindelart som beskrevs av Arthur M. Chickering 1950. Thallumetus pusillus ingår i släktet Thallumetus och familjen kardarspindlar.
Artens utbredningsområde är Panama. Inga underarter finns listade i Catalogue of Life.